# Revoca degli eletti
La revoca degli eletti (in inglese recall election, chiamato anche referendum di richiamo) è una procedura con la quale gli elettori possono rimuovere un politico o un altro funzionario eletto in un pubblico ufficio attraverso una votazione diretta, prima che il suo mandato elettorale sia terminato. La revoca ha una storia che inizia nell'antica Grecia ad Atene e oggi è presente in varie costituzioni contemporanee.

## Democrazia ateniese
Nell'antica democrazia ateniese numerosi incarichi erano elettivi ed era possibile prima della scadenza del mandato richiedere un'inchiesta o la rimozione da parte dell'Ecclesia del funzionario.

## Argentina
La revoca degli eletti arrivò in Argentina nel 1923, precisamente in Córdoba, e in seguito venne adottata da altre numerose province quali Chaco, Chubut, Corrientes, La Rioja, Río Negro, Santiago del Estero e Tierra del Fuego. Esiste anche in alcune municipalità, come Neuquén o Buenos Aires.

## Colombia
In Colombia la revoca venne introdotta nella costituzione nel 1991 grazie al movimento la séptima papeleta, che la richiese per combattere la corruzione e la mancanza di partecipazione dei cittadini. La prima legge prevedeva che, per attivarla, bisognasse raccogliere il 40% dei voti ottenuti dal candidato e che il giorno del referendum si raggiungesse un quorum del 50% degli elettori. Fino al 2015 ci sono stati 161 tentativi di revoca che hanno portato a 41 referendum, ma nessuno di questi ha raggiunto il quorum necessario. In seguito, nel 2015, la nuova legge n. 303/2015 ha abbassato rispettivamente al 30% e al 40% le percentuali necessarie.

## Lettonia
L'articolo 14 della Costituzione della Lettonia prevede la possibilità per gli elettori di revocare il mandato a tutto il Saeima, che è il parlamento nazionale. Servono il 10% di firme del corpo elettorale e, per essere valido, deve partecipare almeno i 2/3 dei votanti alle ultime elezioni. Non può svolgersi l'anno successivo e quello precedente le elezioni, così come nei sei mesi precedenti la fine del mandato del Presidente e a distanza di almeno sei mesi dal precedente referendum revocativo.

## Regno Unito di Gran Bretagna e Irlanda del nord
A differenza delle procedure di revoca in altri paesi, la legge inglese non consentiva, prima del 2015,  agli elettori di avviare procedimenti di decadenza e sostituzione di un eletto: con il Recall of MPs Act 2015 il Parlamento del Regno Unito ha ora previsto che gli elettori possano revocare il loro membro del Parlamento (MP) e avviare un'elezione suppletiva. Questo testo ha ricevuto l'assenso reale il 26 marzo 2015 (dopo essere stato presentato l'11 settembre 2014) e da allora le procedure di decadenza vengono avviate se un parlamentare viene ritenuto colpevole di un illecito che soddisfa determinati criteri. Una recall petition, così proposta, ha successo se almeno uno su dieci elettori nella circoscrizione firma. Le petizioni presentate con successo comportano la revoca del seggio da parte del parlamentare, innescando un'elezione suppletiva.

## Stati Uniti
Negli Stati Uniti la revoca non esiste a livello federale, ma solo nei singoli Stati che l'hanno adottata. Il numero di firme e le procedure adottate per la revoca variano da Stato a Stato, così come il destinatario del referendum che può essere un consigliere d'istituto scolastico, un consigliere comunale, un sindaco o un governatore.
La prima apparizione di questo istituto giuridico è del 1631 nella Colonia della Massachusetts Bay. Durante la Rivoluzione americana, tra gli Articoli della Confederazione era prevista, da parte degli Stati, la possibilità di revocare il mandato ai delegati al congresso, ma questo potere non fu mai esercitato.
Nella storia degli Stati Uniti solo due governatori sono stati revocati; nel 1921 Lynn Frazier del Dakota del Nord e nel 2003 Gray Davis della California, quando al suo posto divenne governatore Arnold Schwarzenegger. Inoltre nel 1988 fu approvata una richiesta di revoca contro il governatore dell'Arizona Evan Mecham, che però si dimise prima del voto.

## Svizzera
La revoca in Svizzera non è possibile a livello federale ed è presente in 6 cantoni su 26: Berna, Sciaffusa, Soletta, Ticino, nel Canton Turgovia e a Uri. Storicamente la possibilità di indire referendum revocatori è stata introdotta nel 1860, grazie a una mobilitazione dei cittadini che chiedevano maggiori riforme democratiche. Nonostante sia presente da così tanto tempo lo strumento non è stato molto utilizzato, perché i cittadini preferiscono utilizzare i referendum propositivi come strumento di controllo e prevenzione della cleptocrazia.

## Taiwan
In Taiwan la revoca del presidente o del vice presidente deve essere richiesta dal 25% dei membri dello Yuan legislativo, la camera locale, e votata dai 2/3 degli eletti. In seguito a questo deve essere confermata dagli elettori, con un quorum del 50% dei partecipanti.